# 亞特蘭提斯 (F.I.R. 專輯)
《第六章【亞特蘭提斯】》是F.I.R.飛兒樂團第6張專輯，發行於2011年4月15日。這張專輯中「淚光閃爍」搭配了台視週五晚間偶像劇我的完美男人片尾曲，而「微光」则是香港凤凰卫视2013“中华小姐环球大赛”主题曲。

## 摘要
第六章【亞特蘭提斯】專輯中，十首歌的創作幾乎都出自F.I.R.筆下，為了發行這張專輯，團員們收了七十多首歌，挑出了經典中的經典十首。整張專輯有飛式情歌「淚光閃爍」「讓愛重生」、華麗搖滾曲風「亞特蘭提斯」，歌劇形式歌曲「螺絲釘」、似中國風又不是經典的中國風「花非花」等。

## 曲目
| 《亚特兰提斯》 | 《亚特兰提斯》 | 《亚特兰提斯》 |
| 曲序           | 曲目           | 时长           |
| -------------- | -------------- | -------------- |
| 1.             | 亞特蘭提斯     | 3:49           |
| 2.             | 淚光閃爍       | 4:31           |
| 3.             | 花非花         | 3:31           |
| 4.             | 我超越         | 3:36           |
| 5.             | 愛有路可退     | 4:50           |
| 6.             | 微光           | 4:36           |
| 7.             | Say Hello      | 3:52           |
| 8.             | 唐吉訶德       | 4:21           |
| 9.             | 讓愛重生       | 4:40           |
| 10.            | 螺絲釘         | 3:17           |
| 总时长：       | 总时长：       | 41:03          |

## 外部連結
- 華納線上音樂雜誌（页面存档备份，存于）
- F.I.R.後樂園
- 第六章【亞特蘭提斯】官方網站[永久]